# Dietrich Meuss
Dietrich Meuss (* 1565/1570 in Nijmegen, Grafschaft Geldern; † 1626 in Feldkirch) war ein aus Flandern stammender Maler des Manierismus, der in Vorarlberg lebte.

## Leben

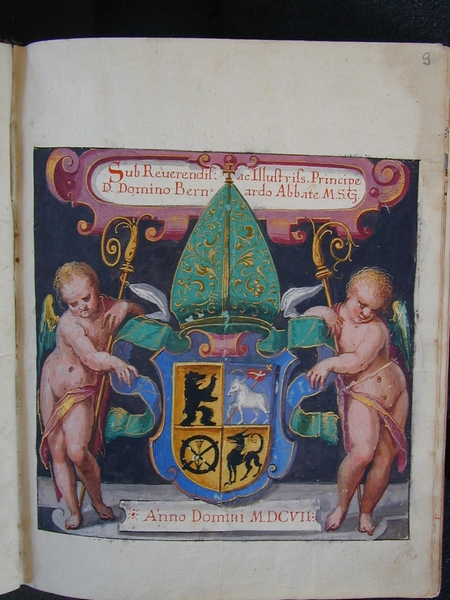
Dietrich Meuss – Titelblatt Codex 1335

Dietrich Meuss begann 1601 mit seiner Tätigkeit im Stiftsgebiet St. Gallen mit dem Hochaltarblatt von St. Gallen-Bruggen. Zu Dietrich Meuss sind zwei verschiedene Namen überliefert. Der Familienname leitet sich vermutlich vom Namen des Apostels Bartholomäus ab. Meuss war um 1601 bereits selbständiger Meister und ließ sich in dieser Zeit in Feldkirch nieder. Im Jahr 1605 wurde er zeitgleich mit dem Maler Hans Georg Clessin als Meister in die Feldkircher Grosshammerzunft aufgenommen. Gefördert von Abt Bernhard Müller erhielt er bis zum Jahr 1625 regelmäßig Aufträge der Fürstabtei St. Gallen. Meuss, der den niederländischen Manierismus in die obere Bodenseeregion brachte, stand in Feldkirch einer großen und leistungsfähigen Werkstatt vor. Dietrich Meuss war ein solide ausgebildeter und vielseitiger Maler und die durch Quellen belegten und zum Teil heute noch erhaltenen Werke zeugen von seinem Können. Er schuf nicht nur Tafelgemälde, sondern war darüber hinaus auch als Fassmaler, „Tuechlimaler“, Freskant und nicht zuletzt als guter Buchmaler tätig. Welche Gesellen bei ihm eingestanden sind, ist nicht bekannt, jedoch sind fünf Lehrlinge bezeugt und drei von ihnen sind später als selbständige Malermeister tätig. Dass sein Sohn Hans Wilhelm Meuss um 1620 bei ihm arbeitete ist ziemlich sicher, vermutlich hat er auch die Lehre bei seinem Vater gemacht. Der von Konstanz stammende Maler Seltenhorn, der 1619 eine Tochter des Wilhelm Meuss heiratete, arbeitete ab dieser Zeit auch bei (oder für) Dietrich Meuss. Schon im April 1625 wird es mit der Gesundheit Dietrich Meussens nicht mehr zum Besten gewesen sein. Der Verding über die beiden Altäre ins St. Galler Münster hält ausdrücklich fest: „so dass er M. (= Meister Dietrich Meuss) durch Gottes Gewalt an dieser Arbeit verhindert würde, soll sein Sohn Hans Wilhelm Meuss und seine Maister etwan diesen Verding wie obstat statt thun.“ 1626 stirbt Dietrich Meuss in Feldkirch und hinterlässt seine Witwe und seinen Sohn Hans Wilhelm Meuss.

## Werkstatt und Lehrlinge

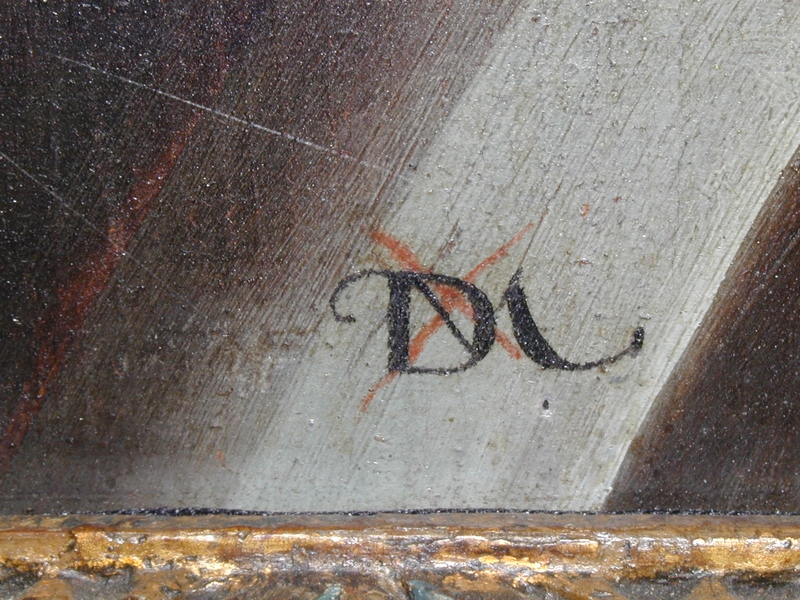
Signatur – Meuss – Feldkirch

Dietrich Meuss hat, wie die meisten Maler seiner Zeit und auch dem Wunsch seiner Auftraggeber entsprechend nach grafischen Vorlagen gearbeitet. Die allgemeinen manieristischen Stilmerkmale der Arbeiten Dietrich Meussens sind die Raumaufteilung, die Isolierung der Einzelgestalten und die oft metallisch wirkenden Glanzlichter der Gewänder. Typisch für Dietrich Meuss und seine Werkstatt sind die Verwendung ähnlicher (gleicher !) Modelle für öfters wiederkehrende Heiligengestalten (Maria, Johannes usw.) und die mehr zeichnerisch-grafisch als malerisch großflächig umrissenen Gestalten. Werkstatttypisch sind auch die meist spinnenhaften Hände mit langen, schlanken Fingern und runde Wolkenballen.
In der Werkstatt arbeitete sein Sohn Hans Wilhelm Meuss (als Meister tätig 1621–1634) mit. Ein weiterer Maler, der zeitweise in der Werkstatt des Dietrich Meussen arbeitete, könnte Hans Jerg Wilhalm (nachgewiesen 1609–1641) gewesen sein, der nach Meussens Tod für Erasmus Kern arbeitete dann 1641 aber als Geselle beim Feldkircher Maler Hans Caspar Hohensin einstand.  Auch sein Schwiegersohn Seltenhorn fand wahrscheinlich schon vor 1619 in der Werkstatt des Dietrich Meuss sein Auskommen.
Wie schon erwähnt bildete Dietrich Meuss während seiner ganzen Schaffenszeit Lehrlinge aus:
- 1607 beginnt Jacob Mayer aus dem St. Gallischen Stiftsgebiet[4] bei Meuss die Lehre und dürfte sie etwa im Jahr 1611 beendet haben. 1616 liefert dann Jakob Mayer erstmals als selbständiger Maler in Rorschach dem St. Galler Abt Bernhard Müller ein Bild[5] und erscheint dann regelmäßig im Ausgabenbuch des Fürstabtes bis zum Jahr 1624 und 1641 ist er mit andern Malern am Hochaltar des St. Galler Münsters beschäftigt.
- 1612 wird der Bludenzer Heinrich Purscher von Dietrich Meuss als Lehrling aufgedingt.
- 1615 beginnt Jorg Heüssler von Schlins bei ihm die Lehre.
- 1617 wird Adam Gerstler von Feldkirch als Lehrling bei Meuss aufgedingt. Er ist später in Feldkirch als selbständiger Maler tätigt, wird jedoch erst 1648 Meister in der Grosshammerzunft.
- 1621 nimmt Meuss den aus Hohenems stammenden Erhard Ehin (Öhin) als Lehrling auf.  Um 1630 wird Ehin Meister in der Grosshammerzunft und nimmt 1635 einen Dietrich Meuss, wohl der Enkel des älteren Dietrich Meuss, als Lehrling bei sich auf.

## Nachfolge

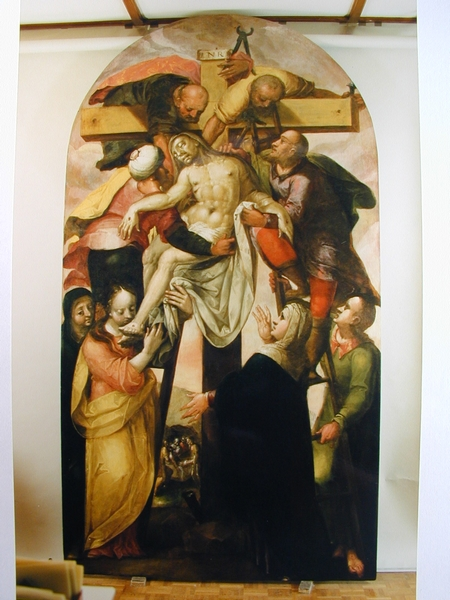
Meuss Dietrich – Altarblatt – Wil

Noch zu Lebzeiten seines Vaters wird Hans Wilhelm Meuss 1621 als neuer Meister in die Grosshammerzunft aufgenommen. Er dürfte damals etwa 25 Jahre alt gewesen sein. Bei wem er sein Handwerk erlernte und wohin in seine Wanderjahre als Geselle führten, wissen wir nicht. Möglich ist, dass er sein Handwerk bei seinem Vater erlernte und erst dann für kurze Zeit auf Wanderschaft ging. Wohl kurz nach der Meistergerechtigkeit heiratet Hans Wilhelm Meuss die Feldkircher Bürgerstochter Elisabeth Weltin, die schon vor 1633 stirbt, vermutlich 1630, denn 1633 wird Meuss von Maria Salome Kessler ein Kind geboren.
Sicher ist, dass Hans Wilhelm Meuss die Werkstatt seines Vaters fortführte. Bis heute können von Hans Wilhelm Meuss jedoch keine Arbeiten nachgewiesen werden. Dies wird auch durch den sich bei Dietrich Meuss ab 1620 durchsetzenden Werkstattstil erschwert. Es scheint aber, dass er die Werkstatttradition fortführte und vom Ruf seines berühmten Vaters profitieren konnte. 1633/34 wurden in der St. Leonhard-Kapelle in Bad Ragaz drei Altäre neu errichtet. Die Quellen belegen, dass die Altargemälde einem Feldkircher Maler verdingt wurden. Sehr wahrscheinlich hat Hans Wilhelm Meuss diese Arbeiten ausführen dürfen.
Bei Hans Wilhelm Meuss lassen sich Lehrlinge aufdingen.
- 1621 wird Caspar Willi von Chur als Lehrling eingeschrieben.
- 1628 beginnt bei ihm Franziskus Maria Pompiati von St. Gallen die Lehre.

Beide kommen also aus Städten, in denen bereits Dietrich Meuss tätig und wohl auch bekannt war. 1634 erscheint Hans Wilhelm Meuss das letzte Mal in den Registern der Grosshammerzunft. Ziemlich sicher ist er dem Pestzug des Jahres 1634/35 erlegen. Im darauf folgenden Jahr lässt sich sein Sohn (?) Dietrich Meuss (geboren um 1621/22) beim ehemaligen Lehrling von Dietrich Meuss (dem älteren), dem Malermeister Erhard Ehin als Lehrling aufdingen. Weder Lehrmeister, noch Lehrling haben den Pestzug vom Dezember 1635 überlebt, so dass die so vielversprechend angefangene Werkstatttradition der Maler Meuss, ein abruptes Ende fand. Die verwaiste Werkstatt wurde vom Konstanzer Maler Hans Caspar Hohensin übernommen.

## Werke

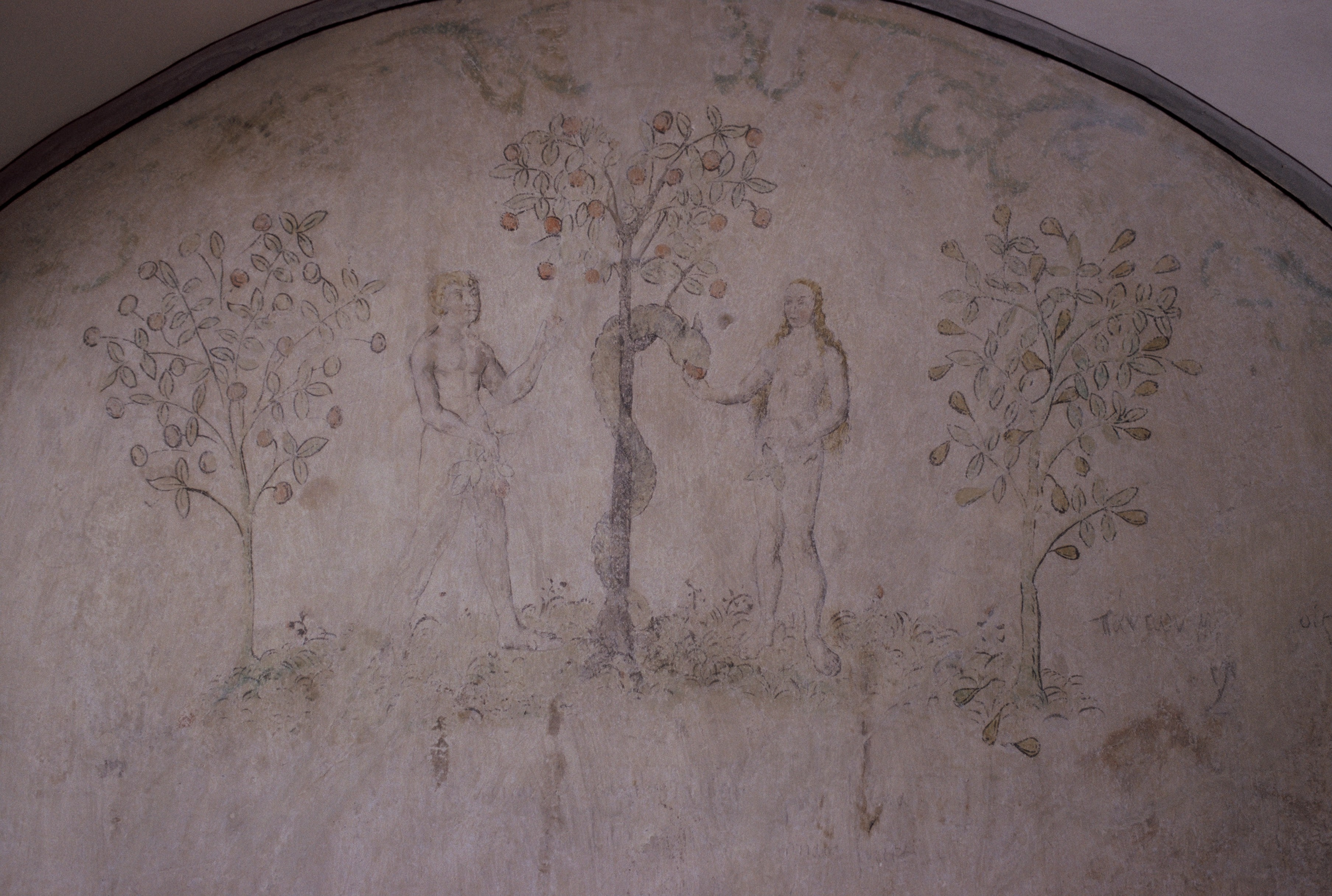
Fresko Adam und Eva unter dem Baum der Erkenntnis (1611) im Kloster St. Johann in Alt St. Johann

- 1601 Altarblatt, Kirche St. Martin in St. Gallen-Bruggen[10] (verschollen)
- 1602/03 Altartafel, Kath. Pfarrkirche in Wildhaus[11] (verschollen)
- 1603 Chorgewölbe und Wände, Stifts-Münster der Fürstabtei St. Gallen[12] (zerstört)
- 1603 Altartafel, Kath. Pfarrkirche in Degersheim[13] (verschollen)
- 1603 2 Fastentücher, Stifts-Münster der Fürstabtei St. Gallen[14] (verschollen)
- 1604 Gewölbe, Kath. Pfarrkirche in Rorschach[15] (verschollen)
- 1605 St. Bernhardsbild, Kloster St. Johann in Alt St. Johann[16] (verschollen)
- 1605 Wandgemälde, Kloster St. Johann in Alt St. Johann[17]

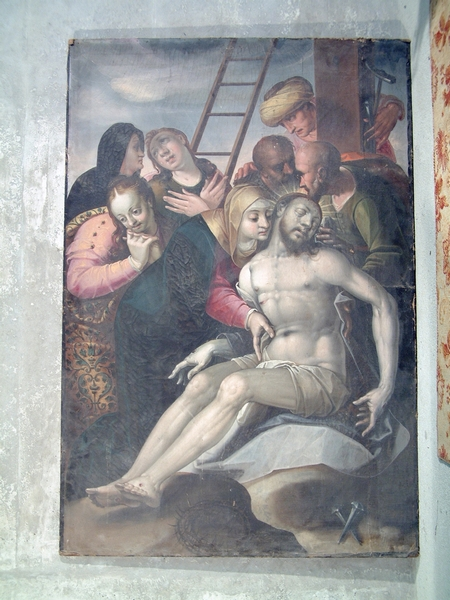
Dietrich Meuss – Pietà in Chur

- 1605 Kreuzigungsgemälde auf Sakristeischrank, Kloster St. Johann, heute in der kath. Pfarrkirche in Neu St. Johann[18]
- 1606/07 Vergoldung des Schlusssteines im Chorgewölbe, Stifts-Münster der Fürstabtei St. Gallen[19] (zerstört)
- 1607 Decken- und Wandgemälde, Stifts-Münster der Fürstabtei St. Gallen[20] (zerstört)
- 1607 Landesfahne, für die Fürstabtei St. Gallen[21] (verschollen)
- 1607 Titelblatt und Initialen, Stiftsbibliothek St. Gallen, Codex 1335
- 1607 Altartafel „Kreuzabnahme“, Kloster St. Katharina in Wil[22]
- 1607 (?) Altartafel „Ölberg“, Kloster St. Katharina in Wil
- 1610 Illustrationen für ein Brevier, Fürstabtei St. Gallen[23] (verschollen)
- 1610 Votiv-Tafel „Kreuzabnahme“, im Bischöflichen Schloss in Chur[24]
- 1610 (?) Tafelbild „Beweinung Christi“, im Bischöflichen Schloss in Chur[25]
- 1610 (?) Epitaph Mont-Cabalzar, Kathedrale St. Mariä Himmelfahrt in Chur[26]
- 1611 Tücher für die Privatgemächer des Abtes Bernhard Müller, in der Fürstabtei St. Gallen[27] (verschollen)
- 1611 – 15 verschiedene Arbeiten, Kloster St. Johann in Alt St. Johann[28] (teilweise erhalten)
- 1613 Epitaph, heute im Schattenburg-Museum in Feldkirch
- 1613 Titelblatt und Initialen im Graduale (Codex 1768), Stiftsbibliothek St. Gallen[29]
- 1615 2 Altarfassungen und Altarblatt „Christi Erscheinung“, Friedhofskirche in Feldkirch[30]
- 1615 Altarobstück „Maria Verkündigung“, Dom St. Nikolaus in Feldkirch[31]
- 1615 2 Altarblätter an den Hochaltar, Stiftskirche in Schänis
- 1617 4 Evangelisten-Gemälde, Kapuzinerkloster in Feldkirch[32]
- 1618 Altartafel „Dreifaltigkeit“, Frauenkloster in Rorschach, heute im Kloster Scholastika in Tübach[33]
- 1618 Altartafel „Maria Krönung“, Frauenkloster in Rorschach, heute im Kloster Scholastika in Tübach
- 1618 2 Chorladen, Frauenkloster in Rorschach, heute im Kloster Scholastika in Tübach
- 1620 Gemälde „Hl. Familie“, Kapuziner-Kloster Appenzell, heute in Privatbesitz[34]
- 1620 Gemälde „Maria Himmelfahrt“, Klosterkirche, Kapuziner-Kloster Appenzell[35]

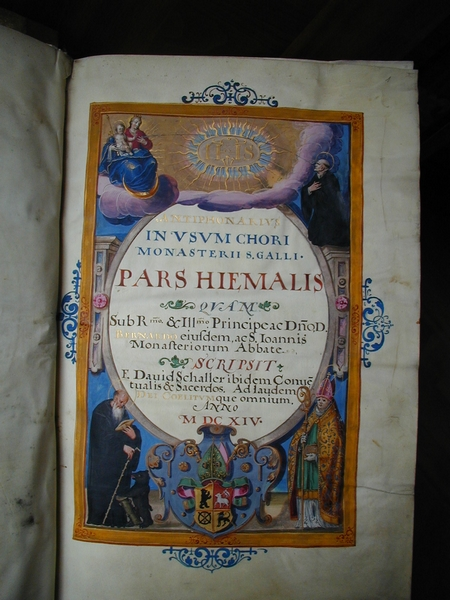
Meuss Dietrich – Codex 1768

- 1621 Altarblatt, Pflummernkapellee in Biberach an der Riß
- 1621 Altarobstück „Vision des Hl. Franziskus“, Pfarrkirche St. Mauritius in Appenzell
- 1621 Altarblatt „Verkündigung Mariens“, Pfarrkirche St. Mauritius in Appenzell
- 1621 3 Altarblätter und Fassarbeiten in der Otmarskirche in der Fürstabtei St. Gallen, teilweise verschollen, 1 Altarblatt heute in der Wiboradakapelle St. Georgen bei St. Gallen[36]
- 1624 2 Altarblätter „Geisselung“ und „Dornenkrönung“ für das Stifts-Münster in der Fürstabtei St. Gallen, „Dornenkrönung“ verschollen, „Geisselung“ heute in der Wiboradakapelle St. Georgen bei St. Gallen[37]
- 1624 Fassung der Krippenfiguren von Erasmus Kern (Bildhauer) für den Dom St. Nikolaus Feldkirch, heute im Vorarlberger landesmuseum
- 1625 Fassung der Orgel, Stifts-Münster in der Fürstabtei St. Gallen[38] (zerstört)